# Chalcomitra hunteri
El suimanga de Hunter (Chalcomitra hunteri) es una especie de ave paseriforme de la familia Nectariniidae endémica del Cuerno de África.

## Distribución
Se encuentra en Etiopía, Kenia, Somalia, Sudán del Sur, Tanzania y el extremo oriental de Uganda.